# Бонен, Михаэль
Франц Михаэль Бонен (нем. Franz Michael Bohnen; 2 мая 1887, Кёльн, Рейнская провинция, Пруссия, Германская империя — 26 апреля 1965, Берлин, ГДР) — немецкий оперный певец (бас-баритон) и актёр.

## Биография
Михаэль Бонен учился в Кёльнской консерватории, дебютировал в 1910-м году в опере Дюссельдорфа. С 1912 года входил в труппу берлинской оперы Унтер-ден-Линден.
Начиная с 1922 года регулярно выступал в Метрополитен-опере в Нью-Йорке.
В Германии был очень популярен как актёр. Известен как один из лучших исполнителей партии Мефистофеля в опере Гуно «Фауст».
В 1934 году вернулся в Берлин, где в 1935—1945 годах пел в Немецкой опере. После войны по ложному доносу одного из его учеников против него был возбужден процесс денацификации, Михаель Бонен был оправдан. Умер в бедности.
Похоронен на кладбище Хеерштрассе в Берлине.